# Хорсшу-Бич (Флорида)
Хорсшу-Бич (англ. Horseshoe Beach) — небольшой город (таун), расположенный в округе Дикси (штат Флорида, США) с населением в 206 человек по статистическим данным переписи 2000 года.

## География
По данным Бюро переписи населения США, Хорсшу-Бич имеет общую площадь в 0,52 квадратных километров, водных ресурсов в черте населённого пункта не имеется.
Город Хорсшу-Бич расположен на высоте 2 м над уровнем моря.

## Демография
По данным переписи населения 2000 года в Хорсшу-Бич проживало 206 человек, 59 семей, насчитывалось 84 домашних хозяйств и 301 жилой дом. Средняя плотность населения составляла около 396,15 человек на один квадратный километр. Расовый состав населённого пункта распределился следующим образом: 95,63 % белых, Испаноговорящие составили 0,49 % от всех жителей.
Из 84 домашних хозяйств в 22,6 % воспитывали детей в возрасте до 18 лет, 56,0 % представляли собой совместно проживающие супружеские пары, в 8,3 % семей женщины проживали без мужей, 28,6 % не имели семей. 25,0 % от общего числа семей на момент переписи жили самостоятельно, при этом 17,9 % составили одинокие пожилые люди в возрасте 65 лет и старше. Средний размер домашнего хозяйства составил 2,45 человек, а средний размер семьи — 2,88 человек.
Население города по возрастному диапазону по данным переписи 2000 года распределилось следующим образом: 24,3 % — жители младше 18 лет, 6,3 % — между 18 и 24 годами, 14,6 % — от 25 до 44 лет, 27,2 % — от 45 до 64 лет и 27,7 % — в возрасте 65 лет и старше. Средний возраст жителей составил 47 лет. На каждые 100 женщин в Хорсшу-Бич приходилось 85,6 мужчин, при этом на каждые сто женщин 18 лет и старше приходилось 92,6 мужчин также старше 18 лет.
Средний доход на одно домашнее хозяйство составил 33 750 долларов США, а средний доход на одну семью — 46 875 долларов. При этом мужчины имели средний доход в 29 286 долларов США в год против 25 313 долларов среднегодового дохода у женщин. Доход на душу населениясоставил 33 750 долларов в год. 17,2 % от всего числа семей в населённом пункте и 22,3 % от всей численности населения находилось на момент переписи населения за чертой бедности, при этом 39,6 % из них были моложе 18 лет и 18,2 % — в возрасте 65 лет и старше.